# Aphnaeus abnormis
Aphnaeus abnormis är en fjärilsart som beskrevs av Moore 1883. Aphnaeus abnormis ingår i släktet Aphnaeus och familjen juvelvingar. Inga underarter finns listade i Catalogue of Life.